# Elmer Diktonius

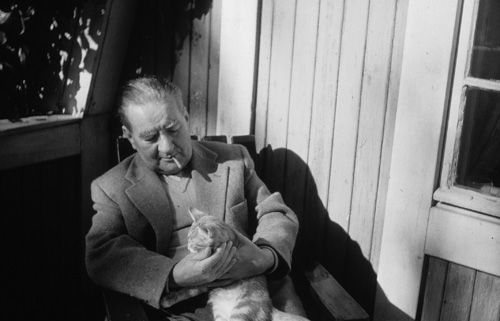
Elmer Diktonius

Elmer Rafael Diktonius (* 20. Januar 1896 in Helsinki; † 23. September 1961 ebenda) war ein finnlandschwedischer Schriftsteller.

## Leben und Wirken
Diktonius gilt als einer der bedeutendsten Vertreter des finnlandschwedischen Modernismus. Er debütierte 1921 mit dem Werk Min dikt. Insgesamt veröffentlichte er elf Gedichtsammlungen sowie Prosawerke, darunter den Roman Janne Kubik (1932) und die zweibändige Novellensammlung Medborgare i republiken Finland (1935 und 1940).
Neben seiner schriftstellerischen Tätigkeit arbeitete Diktonius auch als Übersetzer, Literatur- und Musikkritiker und Komponist. Außerdem war er Mitherausgeber der Zeitschriften Ultra und Quosego.
Diktonius war Sozialist. Sein späteres Leben war von Alkoholismus geprägt. Hinzu kam schließlich eine Erkrankung an der Alzheimer-Krankheit. Diktonius wurde auf dem Friedhof Sandudd in Helsinki beerdigt.

## Kritik
Der Autor „taucht in der ersten Phase des Modernismus wie ein lauter, fast hitziger Umstürzler auf, aber es ist nicht nur sein Radikalismus, der absticht. Er kommt auch mit zwei wirklichen Wagenlasten neuen Stoffes: einer revolutionären Lebensanschauung und einem tiefen Kontakt mit der finnischen Psyche (...).“ (Th. Warburton; laut Hans Marquardt, in: Nordische Liebesgeschichten, Leipzig 1974; S. 593). Schon in seinen Gedichtbänden will Diktonius „die Häßlichkeit des Lebens (...) zerfetzen“ (s. Marquardt). Laut Marquardt gehört Diktonius zu den bedeutendsten Vertretern nicht nur der finnlandschwedischen, sondern auch der nordischen Literatur.

## Ehrungen
- 1943 Karl-Emil-Tollander-Preis

## Werke
- Min dikt (dt. Mein Gedicht), 1921
- Hårda sånger (dt. Harte Lieder), 1922
- Taggiga lågor (dt. Gezackte Flammen), 1924
- Janne Kubik, ett träsnitt i ord (dt. Janne Kubik, ein Holzschnitt in Worten), Helsinki 1932
- Medborgare i republiken Finland (dt. Staatsbürger in der Republik Finnland), 1935
- Gräs och granit/Gras und Granit (bilinguale Auswahl, übertragen und hrsg. von Klaus-Jürgen Liedtke, Münster 2014)